# Angourie Rice
Angourie Isabel Teresa Rice (/æŋˈɡaʊri/ ang-GOW-ree; Sydney, 1 de janeiro de 2001) é uma atriz australiana. Ela começou sua carreira como atriz infantil, chamando a atenção por seus papéis em These Final Hours (2013) e The Nice Guys (2016). Ela interpretou Betty Brant no Universo Cinematográfico Marvel, aparecendo em Spider-Man: Homecoming (2017), Spider-Man: Far From Home (2019) e Spider-Man: No Way Home (2021). Por seu papel principal em Ladies in Black (2018), ela ganhou o Prêmio AACTA de Melhor Atriz em Papel Principal. Em 2024, ela estrelou como Cady Heron no filme musical Mean Girls.
Na televisão, seu trabalhos incluem o episódio "Rachel, Jack and Ashley Too", de Black Mirror (2019), a minissérie da HBO, Mare of Easttown (2021), e a minissérie da Apple TV+, The Last Thing He Told Me (2023).

## Biografia
Rice recebeu o nome de Angourie, Nova Gales do Sul, onde morava sua avó. Seus pais são Jeremy Rice, diretor, e Kate Rice, uma escritora. Ela nasceu em Sydney e depois morou em Perth por cinco anos e em Munique, Alemanha, por um ano antes de se mudar para Melbourne. Ela mora em Collingwood, Melbourne e costuma filmar fora, principalmente nos Estados Unidos. Ela frequentou o Princes Hill Secondary College, graduando-se em 2018, mas não pôde frequentar a Universidade de Melbourne devido ao crescente sucesso como atriz.

## Carreira
Em 2013 Rice fez sua estreia atuando no filme de terror apocalíptico These Final Hours juntamente a Nathan Phillips, com Zak Hilditch na direção. Ela também fez uma aparição na sequência em live action do filme de animação Walking with Dinosaurs.
Em 2015 Rice apareceu nas séries de televisão The Doctor Blake Mysteries, Worst Year of My Life Again, e a serie original da Netflix Mako Mermaids.
Em 2016 Rice apareceu no filme de ficção científica Nowhere Boys: The Book of Shadows juntamente a Dougie Baldwin, Joel Lok, Rahart Adams, e Matt Testro, interpretando Tegan, uma vilã sobrenatural, ela comentou "É muito estranho pois nunca atuei em papéis no qual eu tivesse poderes e muito menos como vilã, por isso estou muito ansiosa para interpretar Tegan."
Rice também atuou no papel principal na comédia The Nice Guys, com Russell Crowe e Ryan Gosling, dirigido por Shane Black. O filme foi lançado em 20 de maio de 2016 pela Warner Bros. Pictures.

## Filmografia

### Cinema
| Ano  | Título                                | Papel                    | Notas                  |
| ---- | ------------------------------------- | ------------------------ | ---------------------- |
| 2013 | These Final Hours                     | Rose                     |                        |
| 2013 | Walking with Dinosaurs                | Jade                     |                        |
| 2016 | Nowhere Boys: The Book of Shadows     | Tegan                    |                        |
| 2016 | The Nice Guys                         | Holly March              |                        |
| 2017 | Jasper Jones                          | Eliza Wishart            |                        |
| 2017 | The Beguiled                          | Jane                     |                        |
| 2017 | Spider-Man: Homecoming                | Betty Brant              |                        |
| 2018 | Every Day                             | Rhiannon                 |                        |
| 2018 | Ladies in Black                       | Lisa                     |                        |
| 2019 | Spider-Man: Far From Home             | Betty Brant              |                        |
| 2020 | Daisy Quokka: World's Scariest Animal | Daisy Quokka             |                        |
| 2021 | Spider-Man: No Way Home               | Betty Brant              |                        |
| 2022 | Senior Year                           | Stephanie Conway (jovem) | Filme original Netflix |
| 2022 | Honor Society                         | Honor                    |                        |
| 2024 | Mean Girls                            | Cady Heron               |                        |
| 2025 | Steal Away                            | Fanny                    | Pós-produção           |
| 2025 | CC: Emily                             |                          | Filmando               |

### Televisão
| Ano           | Título                      | Papel                     | Notas                                   |
| ------------- | --------------------------- | ------------------------- | --------------------------------------- |
| 2014          | The Doctor Blake Mysteries  | Lisa Wottoon              | Episódio: "The Silence"                 |
| 2014          | Worst Year of My Life Again | Ruby                      | Episódio: "Halloween"                   |
| 2015          | Mako Mermaids               | Neppy                     | Episódio: "Stowaway"                    |
| 2019          | Black Mirror                | Rachel                    | Episódio: "Rachel, Jack and Ashley Too" |
| 2021          | Mare of Easttown            | Siobhan Sheehan           | Minissérie                              |
| 2023–presente | The Last Thing He Told Me   | Kirstin / Bailey Michaels | Principal                               |

### Web série
| Ano  | Título          | Papel       | Notas                    |
| ---- | --------------- | ----------- | ------------------------ |
| 2021 | The Daily Bugle | Betty Brant | Principal (2ª temporada) |